# Martina Strutzová
Martina Strutzová (* 4. listopadu 1981, Schwerin, Meklenbursko-Přední Pomořansko) je bývalá německá atletka, jejíž specializací byl skok o tyči.

## Kariéra
Mezi juniorkami zaznamenala největší úspěch v roce 2000 na juniorském mistrovství světa v chilském Santiagu, kde se umístila na 5. místě. O rok později na ME do 23 let v Amsterdamu skončila těsně pod stupni vítězů, na 4. místě.
V roce 2006 neprošla na halovém MS v Moskvě kvalifikací a probojovala se do finále na evropském šampionátu v Göteborgu, kde obsadila výkonem 450 cm 5. místo. Na světovém poháru v Athénách v témže roce skončila čtvrtá.

### 2011
Výrazný progres však zaznamenala v roce 2011. Do letní sezóny vstupovala s osobním rekordem 452 cm. 22. června se stala vítězkou pražského exhibičního mítinku Pražská tyčka, přičemž výkonem 471 cm překonala rekord mítinku Jeleny Isinbajevové z roku 2002.
12. července v Karlsruhe o jeden cm vylepšila devět let starý německý rekord Anniky Beckerové, když skočila 478 cm.
Svými výkony, kdy v sezóně několikrát překonala výšku 470 cm a vyšší se kvalifikovala na MS v atletice do jihokorejského Tegu. Ve finále o další dva centimetry vylepšila hodnotu národního rekordu a výkonem 480 cm vybojovala stříbrnou medaili. Výše skočila jen Brazilka Fabiana Murerová, která překonala 485 cm. Bronz brala Ruska Světlana Feofanová (475 cm).

## Osobní život
Je lesbické orientace. V roce 2015 uzavřela sňatek se svojí přítelkyní Steffi. V roce 2022 se jí narodil syn Emil.

## Osobní rekordy
- hala – 455 cm – 27. února 2011, Lipsko
- venku – 480 cm – 30. srpna 2011, Tegu